# Demetrios Gemistos
Demetrios Gemistos († um 1397) war ein griechisch-orthodoxer Diakon und Liturgiker in Konstantinopel. 
Er amtierte spätestens ab 1368 als Notar in Konstantinopel. Unter den Patriarchen Philotheos Kokkinos (1353–1354 und 1364–1376) sowie Neilos Kerameos (1379–1388) war er Protonotar und Megas Sakellarios und Diakon der „Großen Kirche“, der Hagia Sophia in Konstantinopel. Möglicherweise handelt es sich bei dem Philosophen Georgios Gemistos Plethon um seinen Sohn.
Demetrios Gemistos schrieb 1386 eine als Handbuch gedachte detaillierte Zelebrationsanleitung („Diataxis“) für die Feier der konzelebrierten Patriarchalliturgie und der Ordinationen in der Konstantinopler Hagia Sophia. Besondere Berücksichtigung findet die Mitwirkung von Beamten der Patriarchalkanzlei. Eine Hauptquelle des Werkes ist jene "Diataxis", die Philotheos Kokkinos zugeschrieben wird.
Älteste datierte Manuskripte sind die Kodizes Atho. Vatop. 135 v. J. 1389/90 und Patmiac. 49 v. J. 1391 (Diataxis und Basileios-Liturgie).
Überliefert ist das Werk in vier Rezensionen: 
- die originale patriarchale Langfassung, vertreten u. a. durch Alexandr. Patr. 392 (vormals Cairens. 371) v. J. 1407;
- eine verkürzte Archivfassung (ohne Euchologion- und Diakonentexte), z. B. Paris. gr. 1362, 15. Jh.;
- eine Adaptation an diözesanbischöfliche Gewohnheiten, so Atho. Lavr. 536 E 74 v. J. 1541; Athen. EBE 754, 16. Jh.;
- eine auf die Göttliche Liturgie beschränkte Version, Hieros. s. Sabbae 362 (607).

Seit dem 17. Jahrhundert wurde die Diataxis mehrfach in unterschiedlichen Fassungen gedruckt, jedoch erst 2019 in ihrer ältesten erhaltenen Form.